# Jiří Třanovský

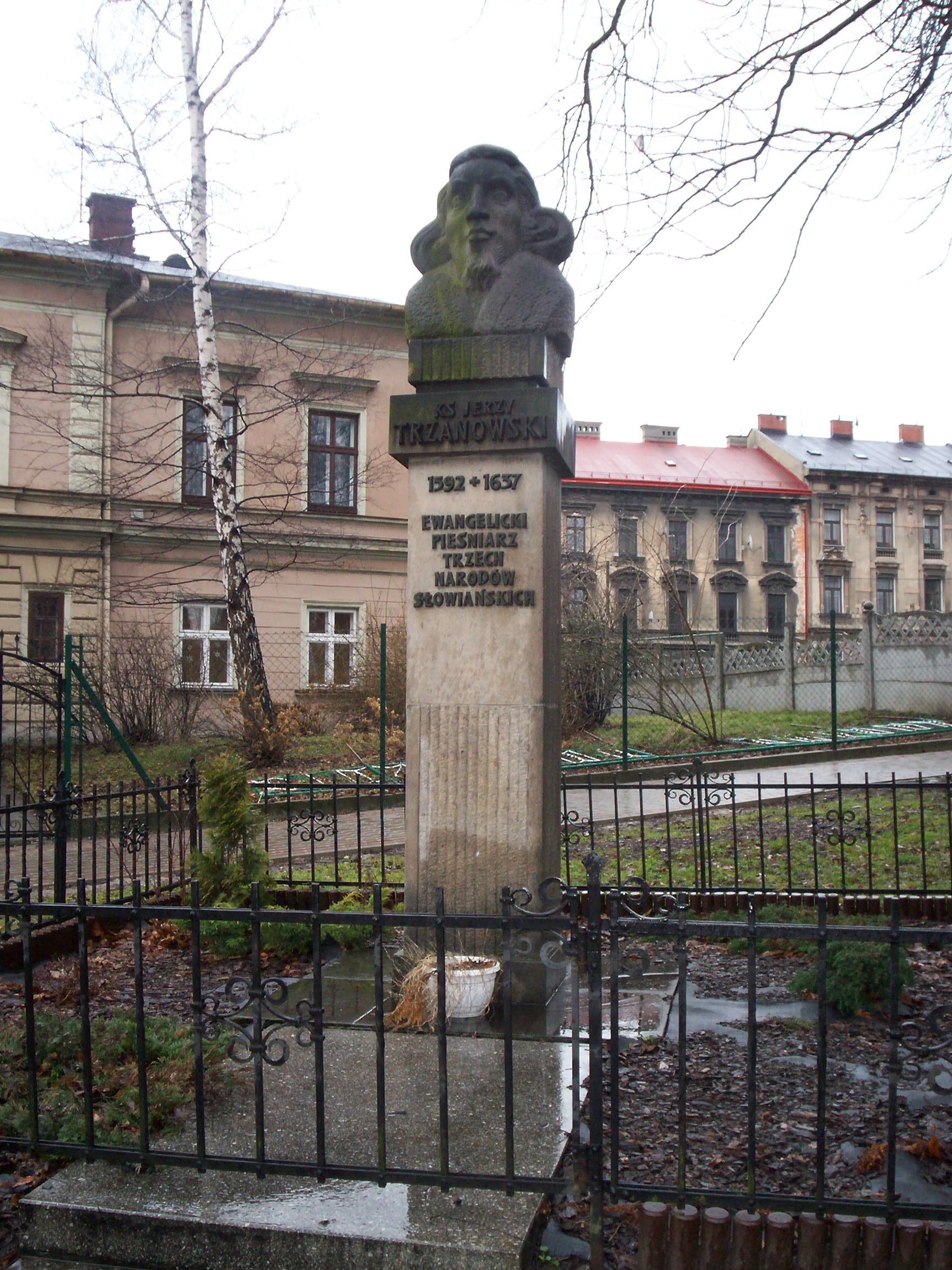

Jiří Třanovský (Cieszyn, 1592-Liptovský Mikuláš, 1637), pastor, publicó la colección de canciones religiosas checa, la Cithara sanctorum (1636), que fue durante algunos siglos el cancional de los evangélicos en Eslovaquia. 
Su nombre figura en el Calendario de Santos Luterano.